# ایوایلو گئورگیف
ایوایلو گئورگیف (انگلیسی: Ivaylo Georgiev؛ زادهٔ ۳۱ اکتبر ۱۹۴۲) بازیکن فوتبال اهل بلغارستان است.
وی همچنین در تیم ملی فوتبال بلغارستان بازی کرده‌است.
وی در مسابقات کشوری و بین‌المللی در مجموع برندهٔ ۱ مدال نقره شده‌است.